# Peffingen

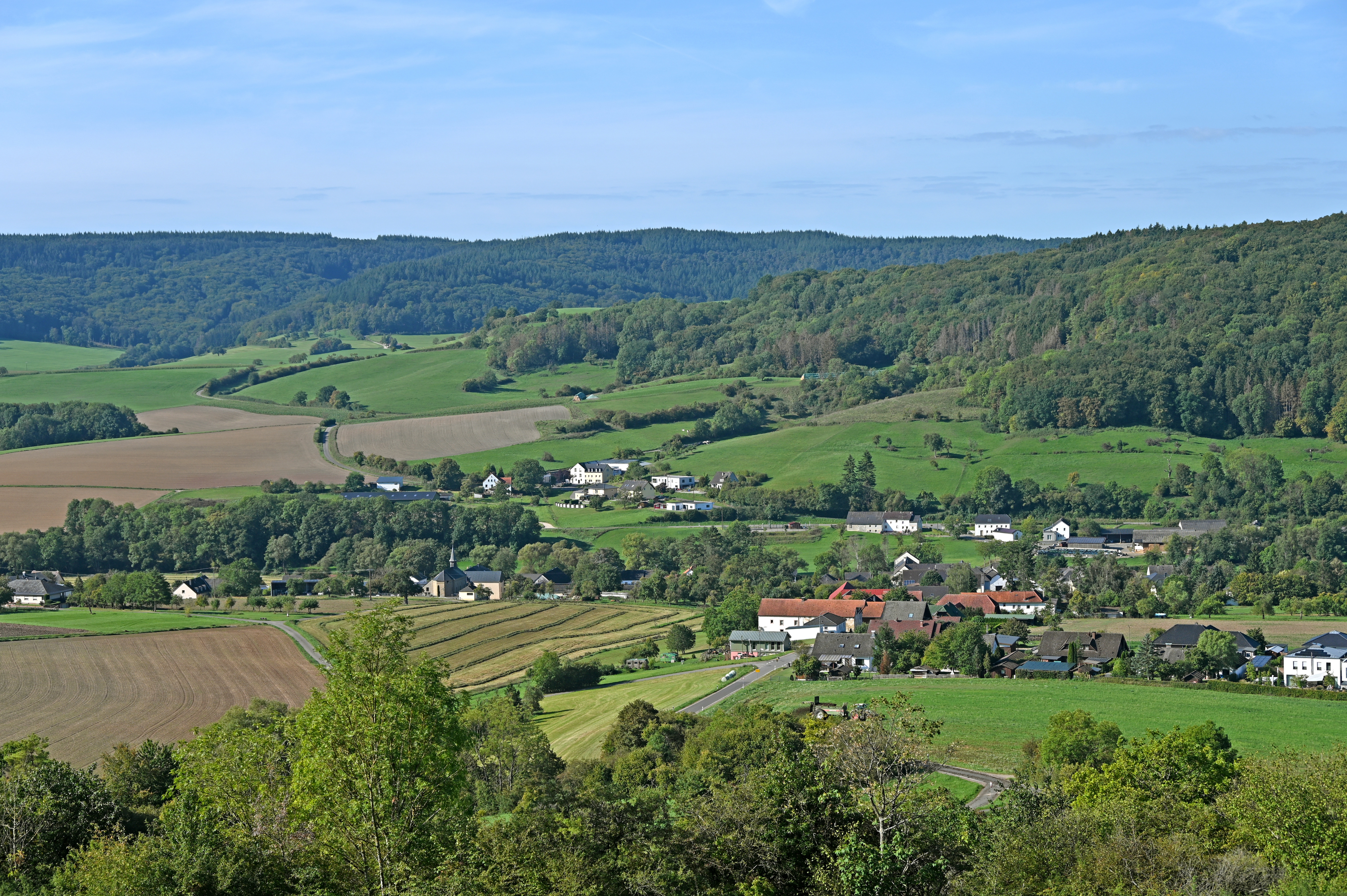
Peffingen von Nordosten

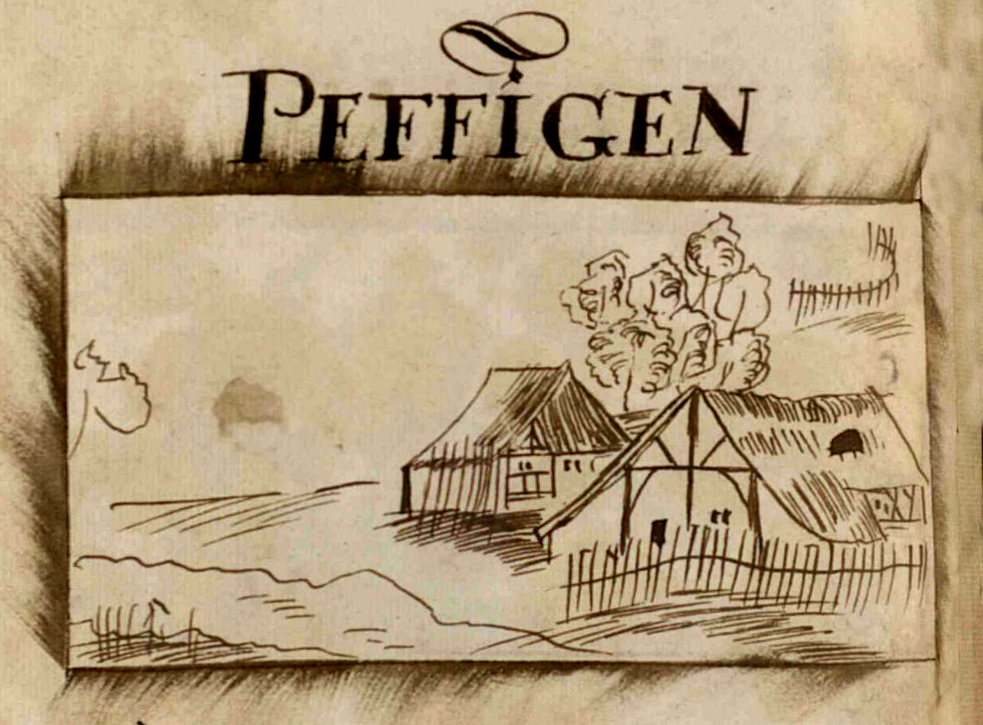
Peffingen (Peffïgen) von Jean Bertels 1597

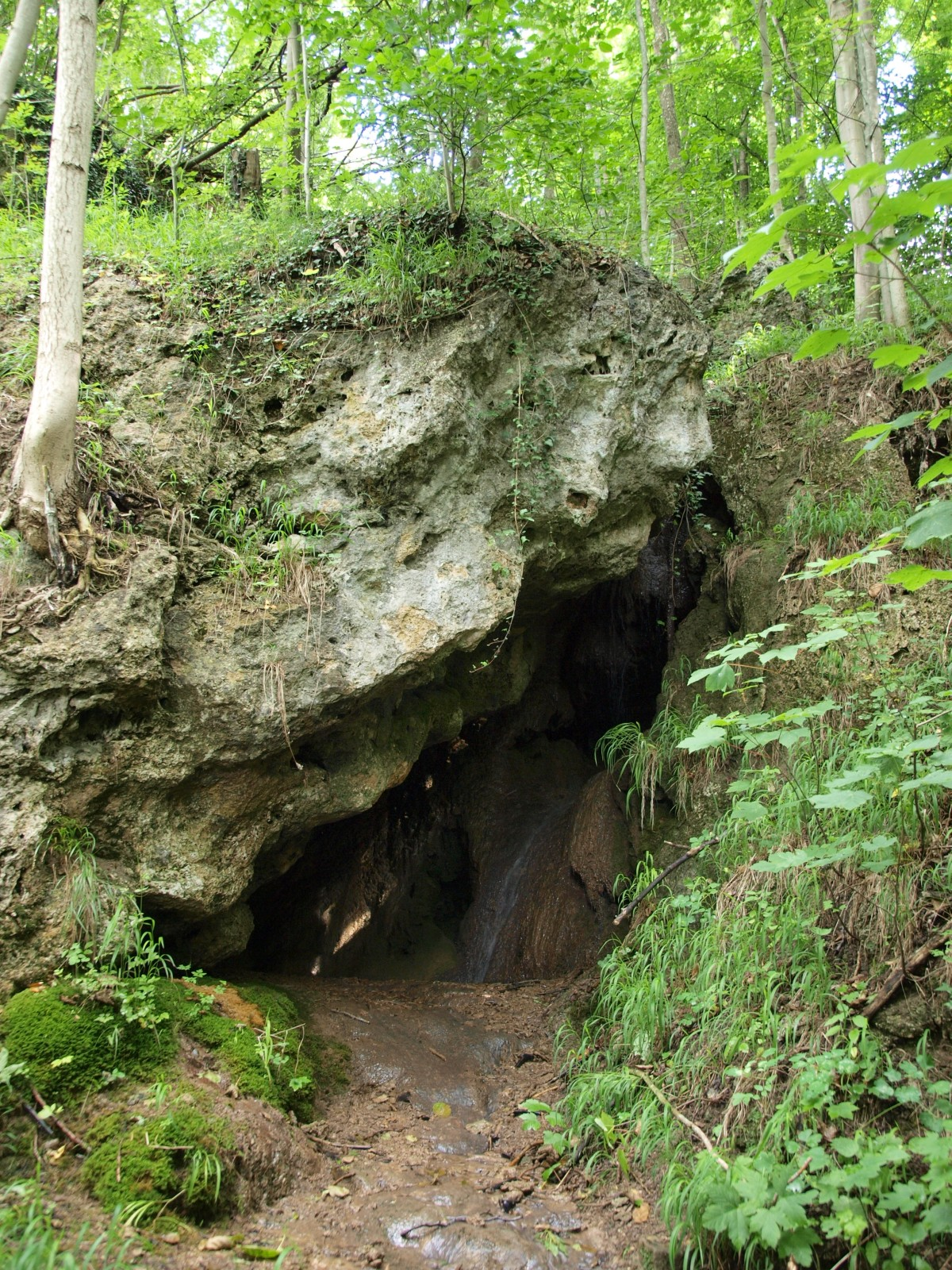
Die Huwelslay

Peffingen ist eine Ortsgemeinde im Eifelkreis Bitburg-Prüm in Rheinland-Pfalz. Sie gehört der Verbandsgemeinde Südeifel an.

## Geographie
Peffingen liegt an der Prüm im Naturpark Südeifel. Der Ort liegt ca. 10 km südwestlich von der Stadt Bitburg.
Zur Gemeinde gehört auch der Wohnplatz Huwelslay.
Nachbarorte von Peffingen sind die bereits zur Verbandsgemeinde Bitburger Land gehörenden Ortsgemeinden Stockem im Nordwesten, Wettlingen im Norden und Dockendorf im Osten, sowie die zur eigenen Verbandsgemeinde gehörenden Ortsgemeinden Holsthum im Süden und Schankweiler im Südwesten.

## Geschichte
Die Region um Peffingen war schon früh besiedelt, was durch den Fund eines Hügelgräberfeldes nordwestlich des Ortes belegt werden konnte. Es handelt sich um 29 Grabhügel aus der Zeit der Hunsrück-Eifel-Kultur (HEK). Im Jahre 1935 unternahm das Rheinische Landesmuseum Trier Untersuchungen an 19 der Grabhügel. Man beobachtete sowohl Körper- als auch Brandgräber. Alle Hügel war mit einer einfachen Ausstattung belegt.
Im Jahre 789/90 schenkte Reginarda der Abtei Echternach ihre Erbgüter in pago Benese in villa que vocatur Piffingen. Peffingen wird weiter erwähnt 853 als Piffinga im Testament der luxemburgischen Gräfin Erkanfrida. Der Ort gehörte später zur Herrschaft Bettingen. Der Ort war bereits im 16. Jahrhundert selbständige Pfarrei mit einer eigenen Kirche. Eine neue Kirche, 1762 erbaut, stand unter dem Schutz der heiligen Apollonia und der Vierzehn Nothelfer.
Französische Revolutionstruppen besetzten 1794 die Österreichischen Niederlande, zu denen auch das Herzogtum Luxemburg mit der Herrschaft Bettingen gehörte, und annektierten sie. Durch diese Inbesitznahme des Linken Rheinufers wurde Peffingen Teil der Französischen Republik (bis 1804) und anschließend des Französischen Kaiserreichs. Der Ort wurde Sitz eine Mairie, die dem Kanton Bitburg des gleichnamigen Arrondissements im Wälderdepartement zugeordnet wurde. Nach der Niederlage Napoleons kam Peffingen aufgrund der 1815 auf dem Wiener Kongress getroffenen Vereinbarungen zum Königreich Preußen. Aus der Mairie wurde eine Bürgermeisterei, die dem Kreis Bitburg des Regierungsbezirks Trier angehörte, der 1822 Teil der neu gebildeten preußischen Rheinprovinz wurde. Die Bürgermeisterei Peffingen bestand bis 1914 und ging dann in die Bürgermeisterei (später Amt) Wolsfeld auf.
Nach dem Ersten Weltkrieg zeitweise wieder französisch besetzt und nach dem Zweiten Weltkrieg der französischen Besatzungszone zugeordnet, ist der Ort seit 1946 Teil des damals neu gebildeten Landes Rheinland-Pfalz.
Statistik zur Einwohnerentwicklung
Die Entwicklung der Einwohnerzahl von Peffingen, die Werte von 1871 bis 1987 beruhen auf Volkszählungen:
| Jahr | Einwohner |
| ---- | --------- |
| 1815 | 167       |
| 1835 | 217       |
| 1871 | 217       |
| 1905 | 222       |
| 1939 | 235       |
| 1950 | 240       |
| 1961 | 231       |

| Jahr | Einwohner |
| ---- | --------- |
| 1970 | 233       |
| 1987 | 209       |
| 1997 | 203       |
| 2005 | 225       |
| 2011 | 231       |
| 2017 | 214       |
| 2023 | 220       |

## Politik

### Gemeinderat
Der Ortsgemeinderat in Peffingen besteht aus sechs Ratsmitgliedern, die bei der Kommunalwahl am 9. Juni 2024 in einer Mehrheitswahl gewählt wurden, und dem ehrenamtlichen Ortsbürgermeister als Vorsitzendem.

### Bürgermeister
Andreas Abs wurde am 17. Juli 2024 Ortsbürgermeister von Peffingen, nachdem er bereits seit dem 29. Oktober 2020 als Erster Beigeordneter die Amtsgeschäfte geführt hatte. Da für die Direktwahl am 9. Juni 2024 kein Wahlvorschlag eingereicht wurde, oblag die Neuwahl des Bürgermeisters gemäß rheinland-pfälzischer Gemeindeordnung dem Rat, der sich auf seiner konstituierenden Sitzung für Andreas Abs entschied.
Der Vorgänger von Andreas Abs, Herbert Zillien, hatte das Amt von 2004 bis 2019 inne, danach war es vakant. Für die Direktwahl am 26. Mai 2019 war kein gültiger Wahlvorschlag eingereicht worden, und auch der Gemeinderat fand keinen Bewerber. Die Amtsgeschäfte wurden zunächst von dem auf der konstituierenden Sitzung am 29. Juli 2019 gewählten Ersten Beigeordneten Reinhard Grün und dem weiteren Beigeordneten Tom Thielen ausgeübt, seit dem 29. Oktober 2020 vom neuen Ersten Beigeordneten Andreas Abs.

### Wappen
| Wappen von Peffingen | Blasonierung: „Geviert durch ein gold-rotes Pfeilspitzenkreuz in verwechselten Farben, 1 und 4 Rot, 2 und 3 Silber mit blauem Wellenbalken.“ |
| Wappen von Peffingen | Wappenbegründung: Die Landeshoheit hatte bis zum Ende des 18. Jahrhunderts das Herzogtum Luxemburg. Das Ankerkreuz mit Doppelhaken soll auf die wechselvolle Geschichte des Ortes hinweisen. Die beiden Wellenbalken stehen als Symbol für die Prüm, die den Ort durchfließt. |

## Sehenswürdigkeiten

### Bauwerke

St. Apollonia (Peffingen)
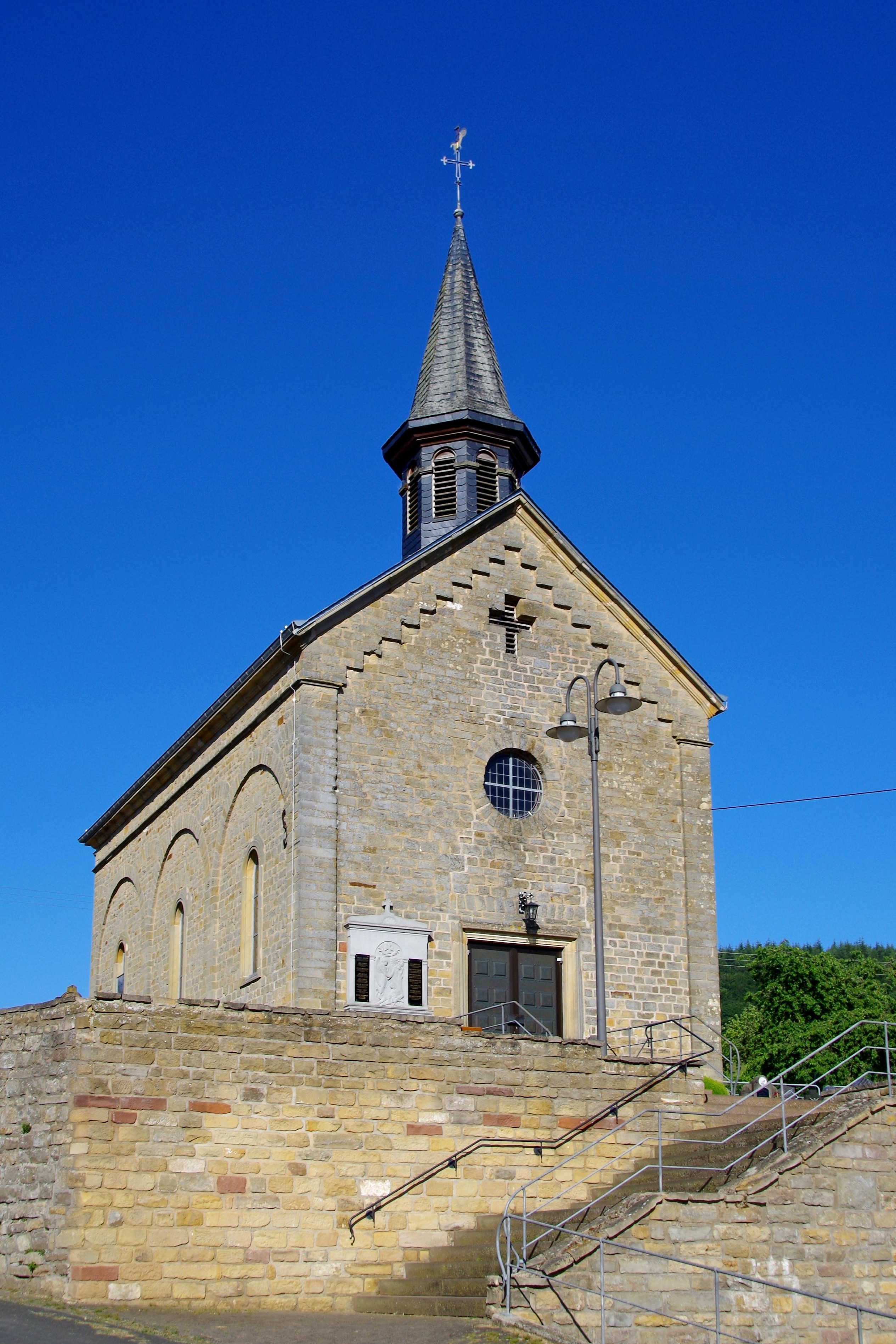
St. Apollonia
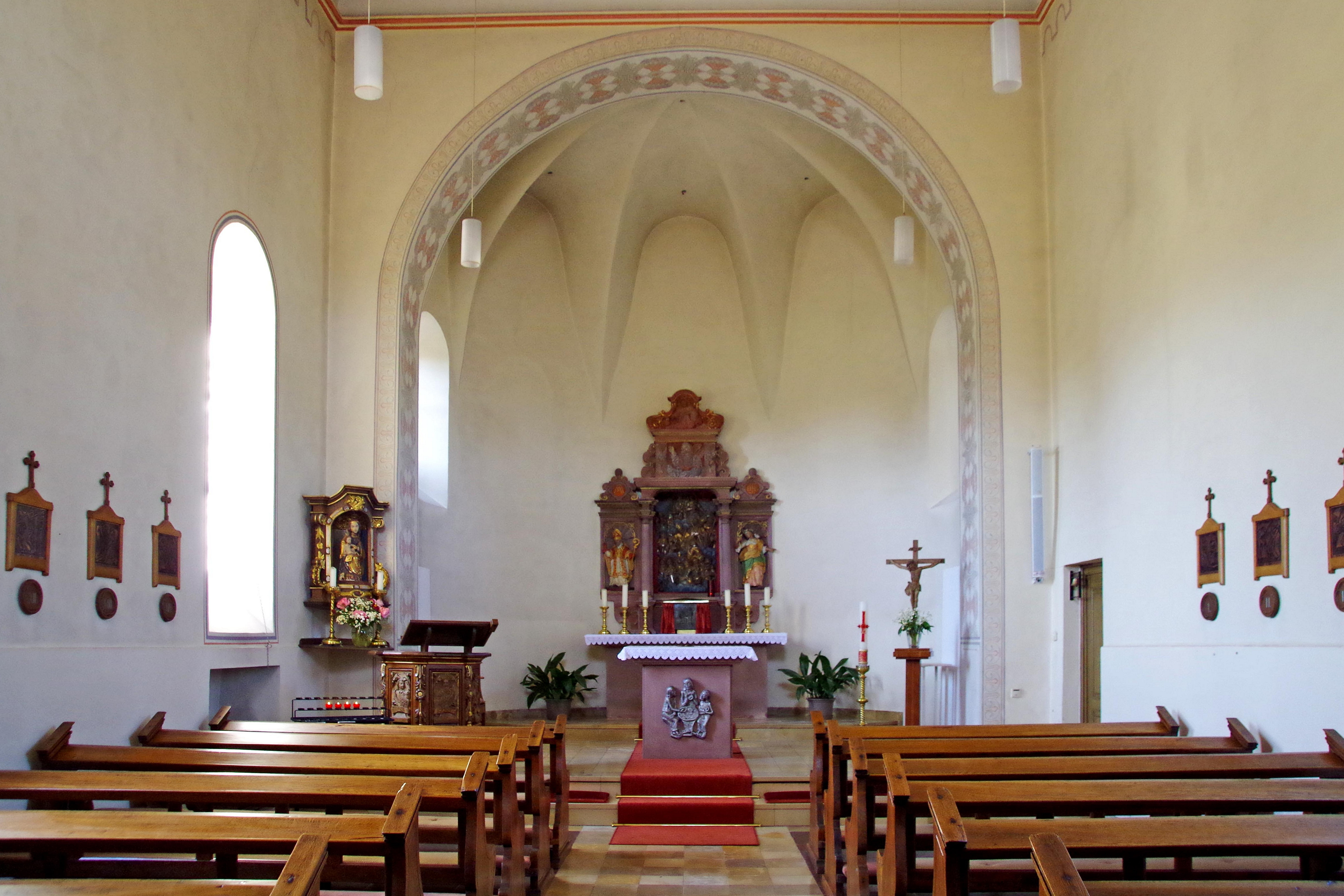
Innenraum
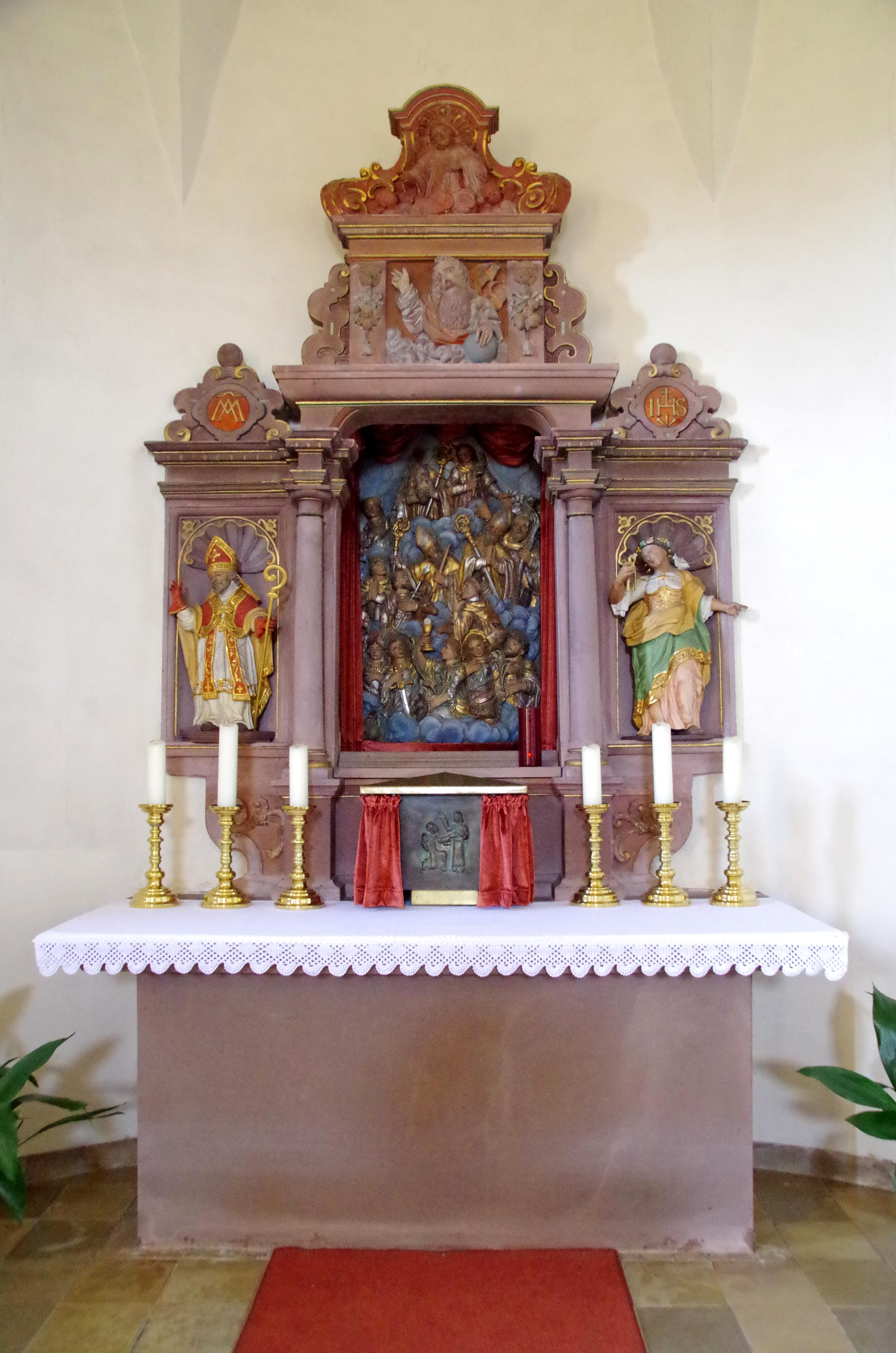
Hochaltar
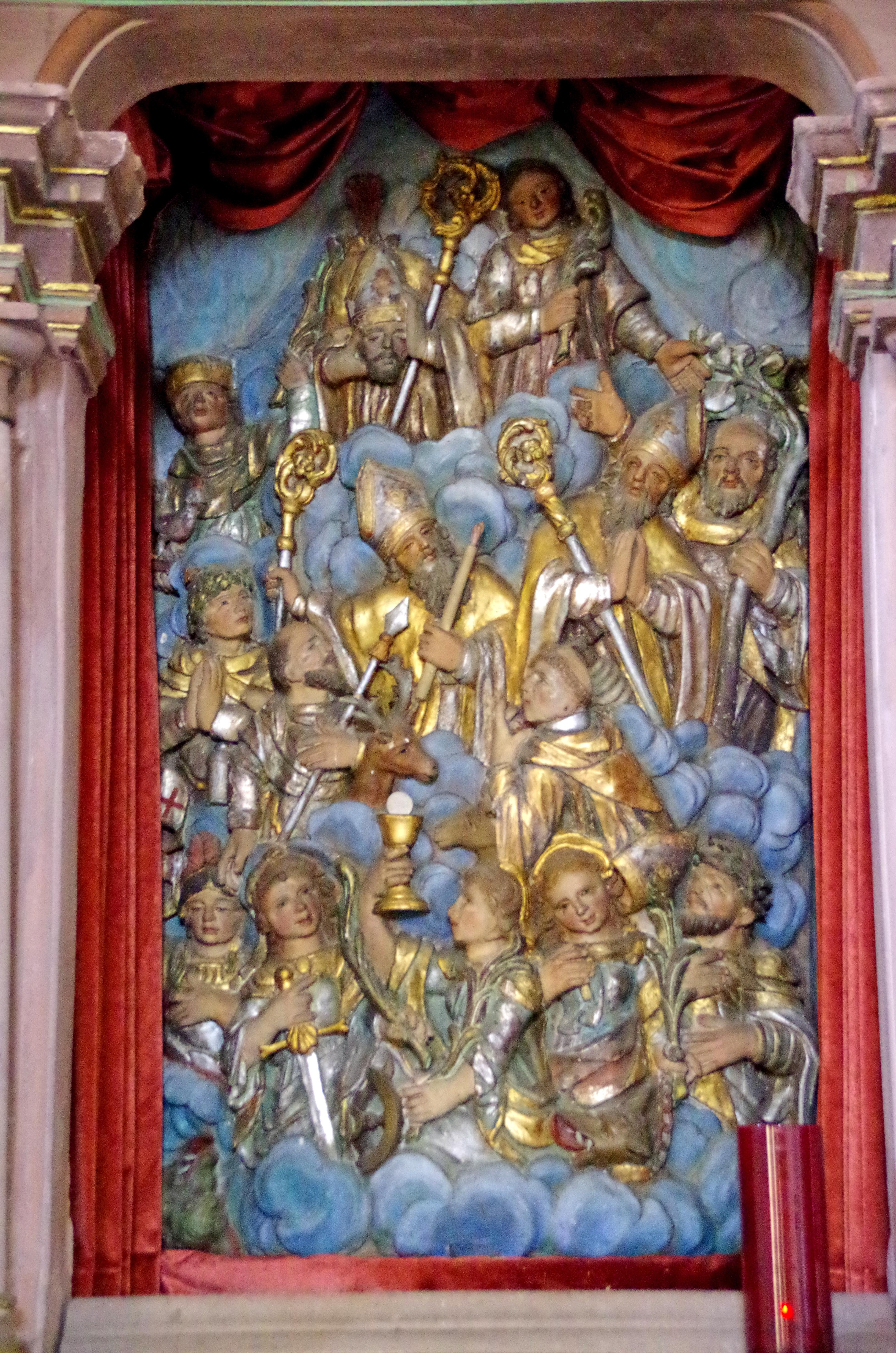
Altarrelief
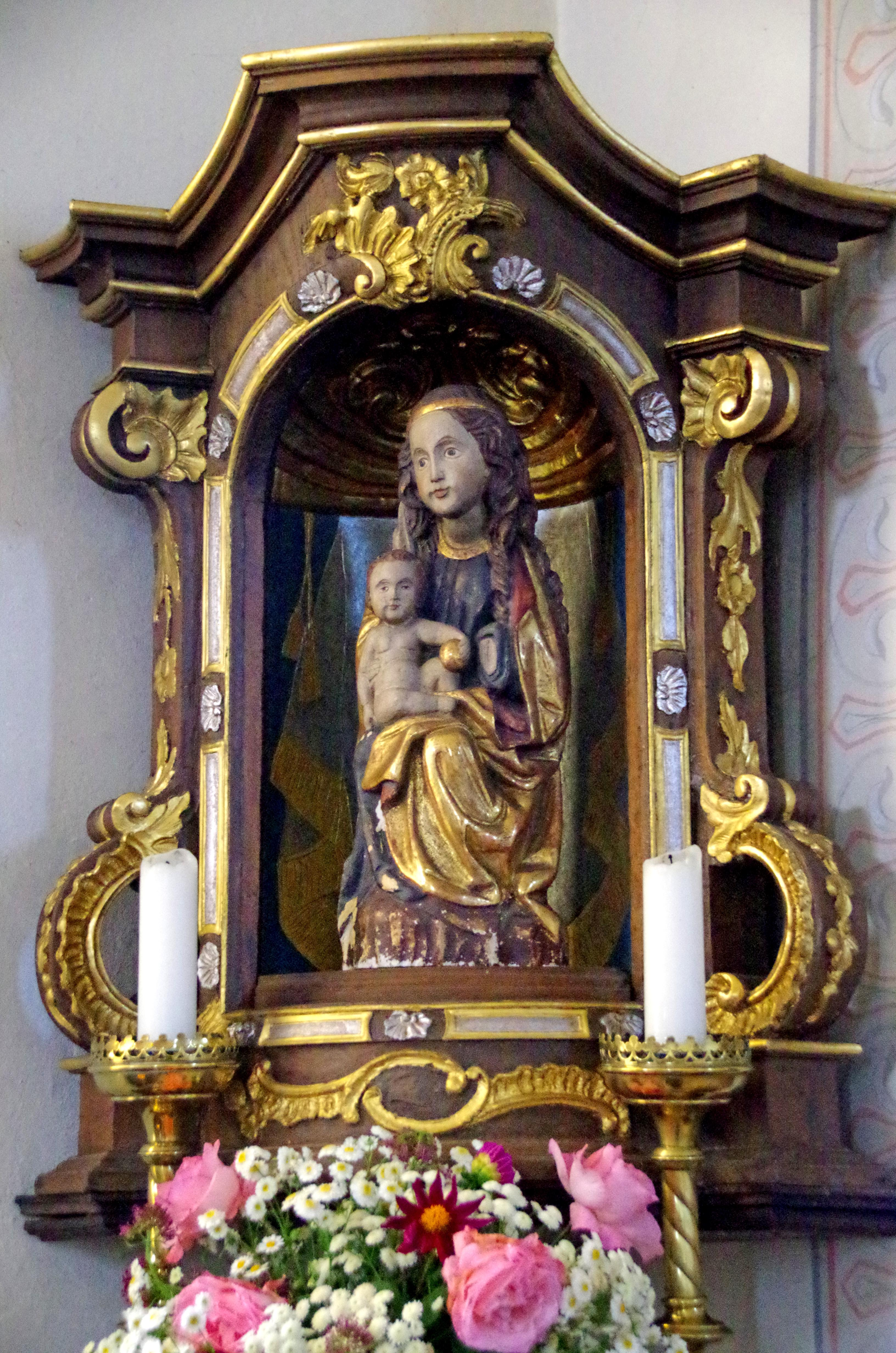
Marienaltar

- Die Kapelle St. Apollonia zu den Vierzehn Nothelfern von 1844 mit einem Kriegerdenkmal aus Sandstein am Kircheneingang.
- Die ehemalige Mühle von 1780 ist höchstwahrscheinlich das älteste Gebäude von Peffingen und hat als Spolie ein spätgotisches Sandsteinrelief eingelassen.
- Mühle an der Brückenstraße 4 von 1806

Siehe auch: Liste der Kulturdenkmäler in Peffingen

### Grünflächen und Naherholung
- Peffingen eignet sich durch seine ausgedehnten Waldungen als Ausgangspunkt für Wander- und Radtouren auf ausgebauten und markierten Wegen.[16][17]
- Huwelslay (altdt. für Eulenfelsen, huwel = Eule, lei,ley,lay = Felsen) – ein Kalksinterfelsen am Westhang des Heiderückens zwischen Holsthum und Peffingen, der eine Tropfsteinhöhle bildet. ⊙

Siehe auch: Liste der Naturdenkmale in Peffingen

### Regelmäßige Veranstaltungen
- Jährliches Kirmes- bzw. Kirchweihfest
- Hüttenbrennen am ersten Wochenende nach Aschermittwoch (sogenannter Scheef-Sonntag)[18][19]

## Verkehr
Peffingen wird von den beiden Landesstraßen L 4 und L 7 sowie von der Kreisstraße K 16 an das Straßennetz angeschlossen.